# Яса тепе
Яса тепе е праисторическо селище от неолитната и халколитната епоха, открито в днешния град Пловдив в България.
Селището е най-добре изследваният подобен археологически обект в Пловдив. Разположено е в квартал Лаута, между Аграрния университет и Стадион „Локомотив“. Най-ранните пластове на селището са от късния неолит (VI хилядолетие пр.н.е.), а най-късните – от халколита. Открити са следи от жилищни сгради, керамика, инструменти, накити, култови предмети.
Разкопките на селището и първите съобшения датират от средата на 20 в. а проучването завършва през 80-те г. на 20 в.